# 674 Rachele
674 Rachele è un asteroide della fascia principale del diametro medio di circa 97,35 km. Scoperto nel 1908, presenta un'orbita caratterizzata da un semiasse maggiore pari a 2,9237527 UA e da un'eccentricità di 0,1932506, inclinata di 13,51120° rispetto all'eclittica.
Il suo nome è in onore alla moglie dell'astronomo italiano Emilio Bianchi che calcolò l'orbita di questo asteroide.